# Palomí
El palomí (Russula grisea) és una espècie de fong de l'ordre dels russulals (Russulales). És un bolet típic del Prepirineu. L'anomenen així els autòctons del final de la Noguera (Segre Mitjà) i el començament del Pallars.
Es troba normalment en boscos de roures i alzines. Té el barret de color grisós i la carn, de dins, és blanca. La cama és blanca, prima i consistent. No és gaire apreciat gastronòmicament.